# Medalhistas olímpicos do esqui cross-country

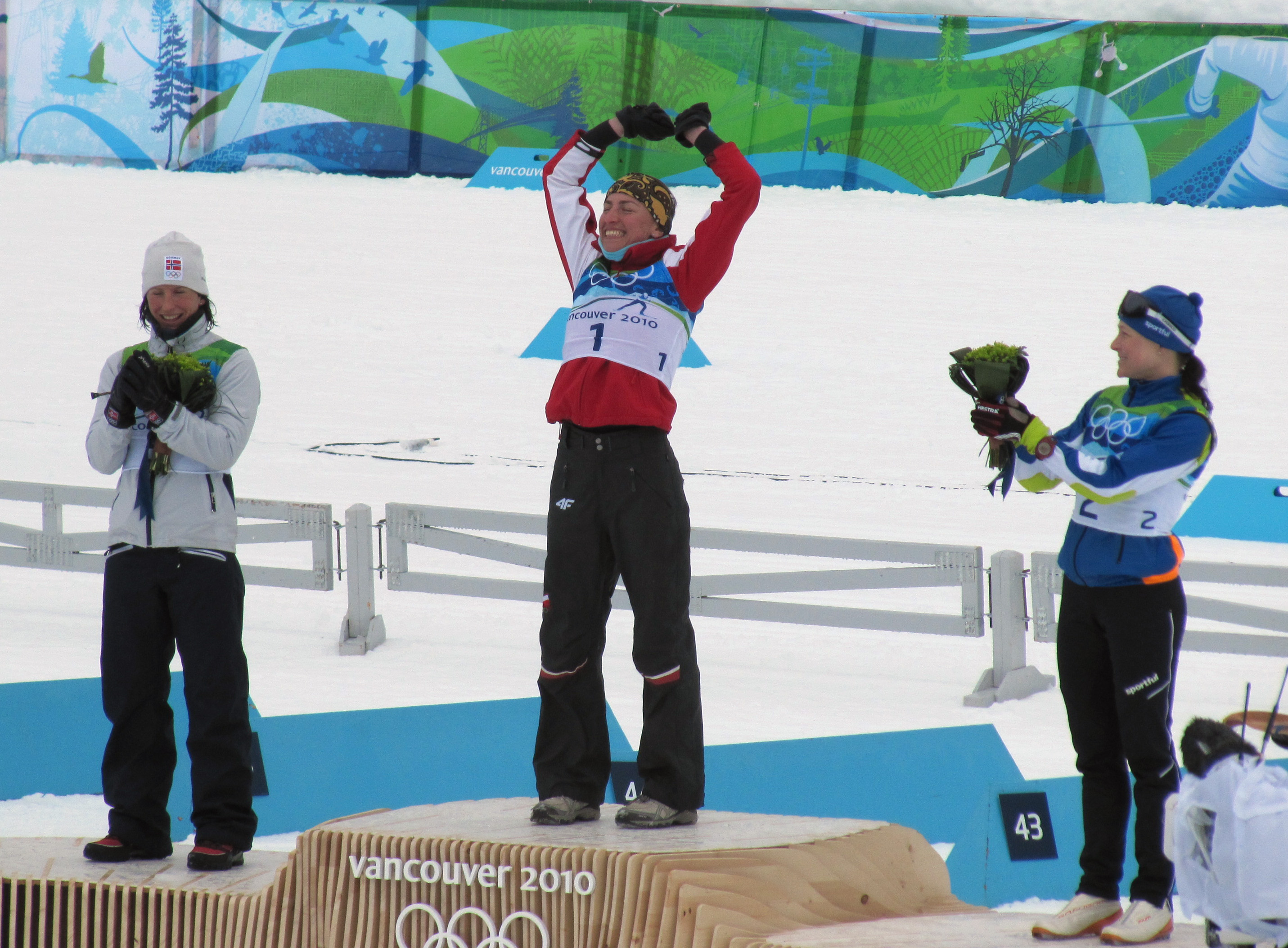
Medalhistas da largada coletiva 30 km em Vancouver 2010.

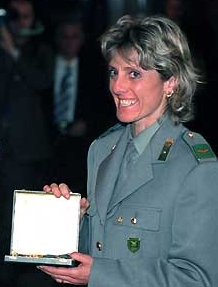
Stefania Belmondo conquistou dez medalhas olímpicas entre 1992 e 2002.

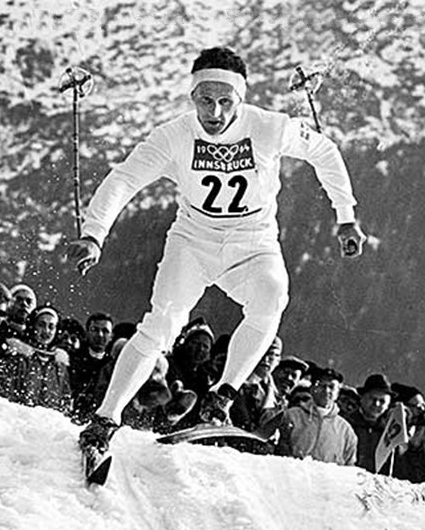
Sixten Jernberg durante os Jogos de 1964; o sueco possui nove medalhas em Olimpíadas.

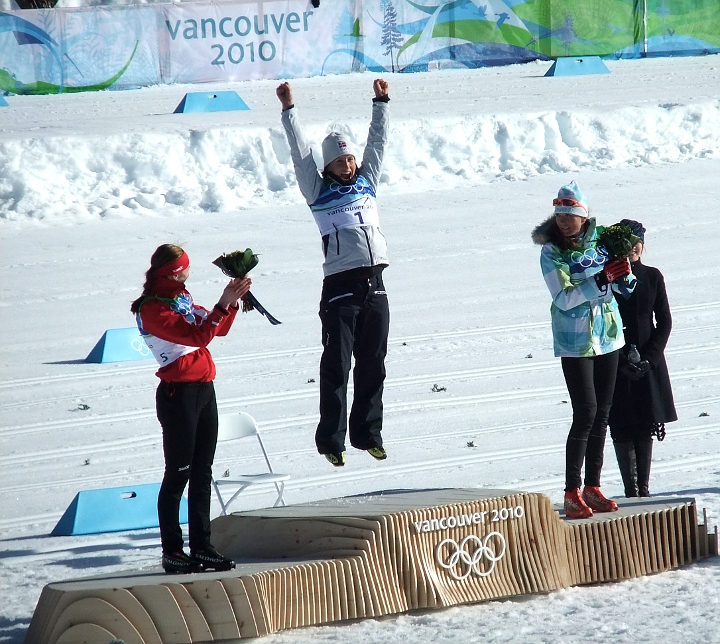
Pódio da prova de velocidade individual feminino em 2010.

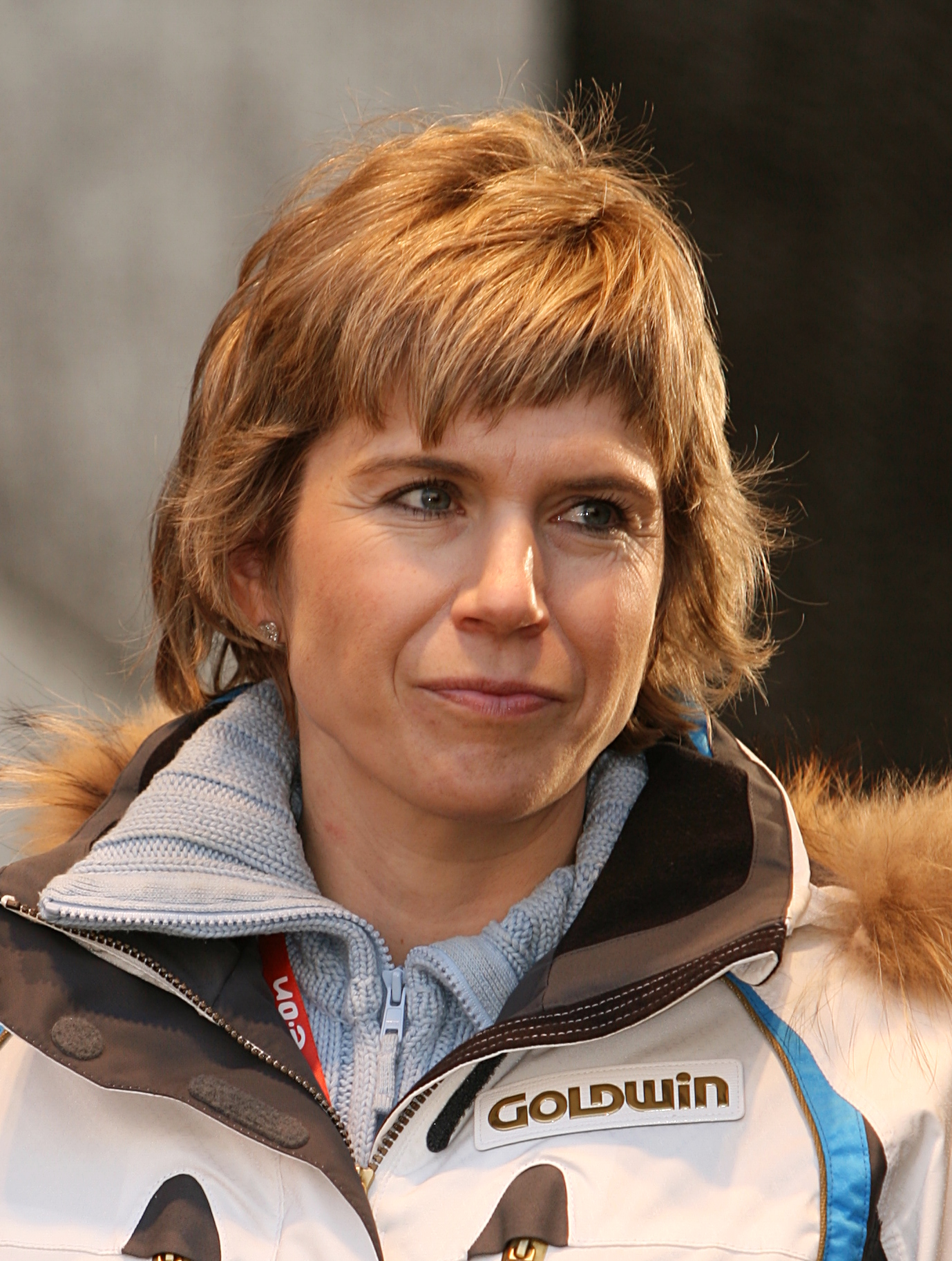
Kateřina Neumannová conquistou seis medalhas para a República Checa.

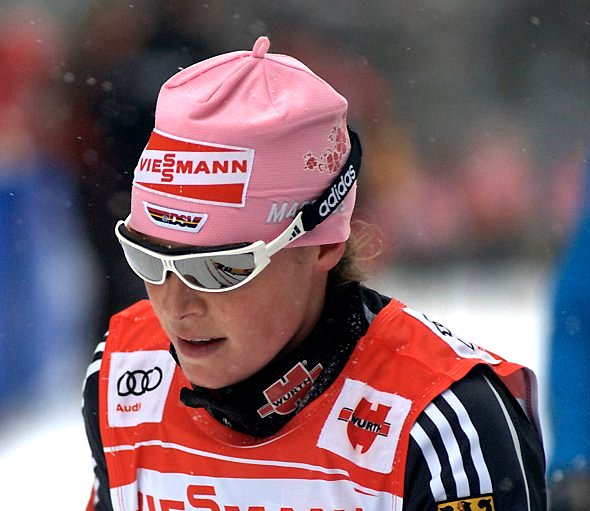
Evi Sachenbacher-Stehle conquistou dois ouros e três pratas entre 2002 e 2010.

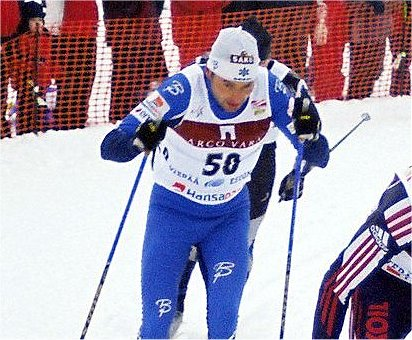
Andrus Veerpalu foi bicampeão olímpico nos 15 km em 2002 e 2006.

Segue a lista dos medalhistas olímpicos no esqui cross-country:

## Masculino

### 15 km
Os 15 km já foram disputados em duas diferentes distâncias e três formatos:
- 18 km —— 1924–1952
- 15 km —— 1956–1984
- 15 km livre —— 2010, 2018
- 15 km clássico —— 1988, 2002–2006, 2014, 2022

| Evento                                | Ouro                                    | Prata                                | Bronze                                        |
| ------------------------------------- | --------------------------------------- | ------------------------------------ | --------------------------------------------- |
| Chamonix 1924 (detalhes)              | Thorleif Haug NOR Noruega               | Johan Grøttumsbråten NOR Noruega     | Tapani Niku FIN Finlândia                     |
| St. Moritz 1928 (detalhes)            | Johan Grøttumsbråten NOR Noruega        | Ole Hegge NOR Noruega                | Reidar Ødegaard NOR Noruega                   |
| Lake Placid 1932 (detalhes)           | Sven Utterström SWE Suécia              | Axel Wikström SWE Suécia             | Veli Saarinen FIN Finlândia                   |
| Garmisch-Patenkirchen 1936 (detalhes) | Erik August Larsson SWE Suécia          | Oddbjørn Hagen NOR Noruega           | Pekka Niemi FIN Finlândia                     |
| St. Moritz 1948 (detalhes)            | Martin Lundström SWE Suécia             | Nils Östensson SWE Suécia            | Gunnar Eriksson SWE Suécia                    |
| Oslo 1952 (detalhes)                  | Hallgeir Brenden NOR Noruega            | Tapio Mäkelä FIN Finlândia           | Paavo Lonkila FIN Finlândia                   |
| Cortina D'Ampezzo 1956 (detalhes)     | Hallgeir Brenden NOR Noruega            | Sixten Jernberg SWE Suécia           | Pavel Kolchin URS União Soviética             |
| Squaw Valley 1960 (detalhes)          | Håkon Brusveen NOR Noruega              | Sixten Jernberg SWE Suécia           | Veikko Hakulinen FIN Finlândia                |
| Innsbruck 1964 (detalhes)             | Eero Mäntyranta FIN Finlândia           | Harald Grønningen NOR Noruega        | Sixten Jernberg SWE Suécia                    |
| Grenoble 1968 (detalhes)              | Harald Grønningen NOR Noruega           | Eero Mäntyranta FIN Finlândia        | Gunnar Larsson SWE Suécia                     |
| Sapporo 1972 (detalhes)               | Sven-Åke Lundbäck SWE Suécia            | Fyodor Simashev URS União Soviética  | Ivar Formo NOR Noruega                        |
| Innsbruck 1976 (detalhes)             | Nikolay Bazhukov URS União Soviética    | Yevgeny Belyayev URS União Soviética | Arto Koivisto FIN Finlândia                   |
| Lake Placid 1980 (detalhes)           | Thomas Wassberg SWE Suécia              | Juha Mieto FIN Finlândia             | Ove Aunli NOR Noruega                         |
| Sarajevo 1984 (detalhes)              | Gunde Svan SWE Suécia                   | Aki Karvonen FIN Finlândia           | Harri Kirvesniemi FIN Finlândia               |
| Calgary 1988 (detalhes)               | Mikhail Devyatyarov URS União Soviética | Pål Gunnar Mikkelsplass NOR Noruega  | Vladimir Smirnov URS União Soviética          |
| Salt Lake City 2002 (detalhes)        | Andrus Veerpalu EST Estônia             | Frode Estil NOR Noruega              | Jaak Mae EST Estônia                          |
| Turim 2006 (detalhes)                 | Andrus Veerpalu EST Estônia             | Lukáš Bauer CZE República Checa      | Tobias Angerer GER Alemanha                   |
| Vancouver 2010 (detalhes)             | Dario Cologna SUI Suíça                 | Pietro Piller Cottrer ITA Itália     | Lukáš Bauer CZE República Checa               |
| Sóchi 2014 (detalhes)                 | Dario Cologna SUI Suíça                 | Johan Olsson SWE Suécia              | Daniel Richardsson SWE Suécia                 |
| PyeongChang 2018 (detalhes)           | Dario Cologna SUI Suíça                 | Simen Hegstad Krüger NOR Noruega     | Denis Spitsov OAR Atletas Olímpicos da Rússia |
| Pequim 2022 (detalhes)                | Iivo Niskanen FIN Finlândia             | Alexander Bolshunov ROC              | Johannes Høsflot Klæbo NOR Noruega            |

### 30 km
Os 30 km foram disputados entre 1956 e 2002 e retornou em 2014, com já quatro diferentes formatos:
- 30 km —— 1956–1984
- 30 km clássico —— 1988–1998
- 30 km largada coletiva —— 2002
- 30 km skiathlon —— 2014–2022

| Evento                            | Ouro                                   | Prata                                  | Bronze                                |
| --------------------------------- | -------------------------------------- | -------------------------------------- | ------------------------------------- |
| Cortina D'Ampezzo 1956 (detalhes) | Veikko Hakulinen FIN Finlândia         | Sixten Jernberg SWE Suécia             | Pavel Kolchin URS União Soviética     |
| Squaw Valley 1960 (detalhes)      | Sixten Jernberg SWE Suécia             | Rolf Rämgård SWE Suécia                | Nikolay Anikin URS União Soviética    |
| Innsbruck 1964 (detalhes)         | Eero Mäntyranta FIN Finlândia          | Harald Grønningen NOR Noruega          | Igor Voronchikhin URS União Soviética |
| Grenoble 1968 (detalhes)          | Franco Nones ITA Itália                | Odd Martinsen NOR Noruega              | Eero Mäntyranta FIN Finlândia         |
| Sapporo 1972 (detalhes)           | Vyacheslav Vedenin URS União Soviética | Pål Tyldum NOR Noruega                 | Johs Harviken NOR Noruega             |
| Innsbruck 1976 (detalhes)         | Sergey Savelyev URS União Soviética    | Bill Koch USA Estados Unidos           | Ivan Garanin URS União Soviética      |
| Lake Placid 1980 (detalhes)       | Nikolay Zimyatov URS União Soviética   | Vasily Rochev URS União Soviética      | Ivan Lebanov BUL Bulgária             |
| Sarajevo 1984 (detalhes)          | Nikolay Zimyatov URS União Soviética   | Alexander Zavyalov URS União Soviética | Gunde Svan SWE Suécia                 |
| Calgary 1988 (detalhes)           | Alexey Prokurorov URS União Soviética  | Vladimir Smirnov URS União Soviética   | Vegard Ulvang NOR Noruega             |
| Albertville 1992 (detalhes)       | Vegard Ulvang NOR Noruega              | Bjørn Dæhlie NOR Noruega               | Terje Langli NOR Noruega              |
| Lillehammer 1994 (detalhes)       | Thomas Alsgaard NOR Noruega            | Bjørn Dæhlie NOR Noruega               | Mika Myllylä FIN Finlândia            |
| Nagano 1998 (detalhes)            | Mika Myllylä FIN Finlândia             | Erling Jevne NOR Noruega               | Silvio Fauner ITA Itália              |
| Salt Lake City 2002 (detalhes)    | Christian Hoffmann AUT Áustria         | Mikhail Botvinov AUT Áustria           | Kristen Skjeldal NOR Noruega          |
| Sóchi 2014 (detalhes)             | Dario Cologna SUI Suíça                | Marcus Hellner SWE Suécia              | Martin Johnsrud Sundby NOR Noruega    |
| PyeongChang 2018 (detalhes)       | Simen Hegstad Krüger NOR Noruega       | Martin Johnsrud Sundby NOR Noruega     | Hans Christer Holund NOR Noruega      |
| Pequim 2022 (detalhes)            | Alexander Bolshunov ROC                | Denis Spitsov ROC                      | Iivo Niskanen FIN Finlândia           |

### 50 km
Os 50 km já foram disputados em três diferentes formatos:
- 50 km —— 1924–1984
- 50 km clássico —— 2002, 2010, 2018
- 50 km livre —— 1988–1998, 2006, 2014, 2022

| Evento                                | Ouro                                 | Prata                                               | Bronze                                        |
| ------------------------------------- | ------------------------------------ | --------------------------------------------------- | --------------------------------------------- |
| Chamonix 1924 (detalhes)              | Thorleif Haug NOR Noruega            | Thoralf Strømstad NOR Noruega                       | Johan Grøttumsbråten NOR Noruega              |
| St. Moritz 1928 (detalhes)            | Per-Erik Hedlund SWE Suécia          | Gustaf Jonsson SWE Suécia                           | Volger Andersson SWE Suécia                   |
| Lake Placid 1932 (detalhes)           | Veli Saarinen FIN Finlândia          | Väinö Liikkanen FIN Finlândia                       | Arne Rustadstuen NOR Noruega                  |
| Garmisch-Patenkirchen 1936 (detalhes) | Elis Wiklund SWE Suécia              | Axel Wikström SWE Suécia                            | Nils-Joel Englund SWE Suécia                  |
| St. Moritz 1948 (detalhes)            | Nils Karlsson SWE Suécia             | Harald Eriksson SWE Suécia                          | Benjamin Vanninen FIN Finlândia               |
| Oslo 1952 (detalhes)                  | Veikko Hakulinen FIN Finlândia       | Eero Kolehmainen FIN Finlândia                      | Magnar Estenstad NOR Noruega                  |
| Cortina D'Ampezzo 1956 (detalhes)     | Sixten Jernberg SWE Suécia           | Veikko Hakulinen FIN Finlândia                      | Fyodor Terentyev URS União Soviética          |
| Squaw Valley 1960 (detalhes)          | Kalevi Hämäläinen FIN Finlândia      | Veikko Hakulinen FIN Finlândia                      | Rolf Rämgård SWE Suécia                       |
| Innsbruck 1964 (detalhes)             | Sixten Jernberg SWE Suécia           | Assar Rönnlund SWE Suécia                           | Arto Tiainen FIN Finlândia                    |
| Grenoble 1968 (detalhes)              | Ole Ellefsæter NOR Noruega           | Vyacheslav Vedenin URS União Soviética              | Josef Haas SUI Suíça                          |
| Sapporo 1972 (detalhes)               | Pål Tyldum NOR Noruega               | Magne Myrmo NOR Noruega                             | Vyacheslav Vedenin URS União Soviética        |
| Innsbruck 1976 (detalhes)             | Ivar Formo NOR Noruega               | Gert-Dietmar Klause GDR Alemanha Oriental           | Benny Södergren SWE Suécia                    |
| Lake Placid 1980 (detalhes)           | Nikolay Zimyatov URS União Soviética | Juha Mieto FIN Finlândia                            | Alexander Zavyalov URS União Soviética        |
| Sarajevo 1984 (detalhes)              | Thomas Wassberg SWE Suécia           | Gunde Svan SWE Suécia                               | Aki Karvonen FIN Finlândia                    |
| Calgary 1988 (detalhes)               | Gunde Svan SWE Suécia                | Maurilio De Zolt ITA Itália                         | Andy Grünenfelder SUI Suíça                   |
| Albertville 1992 (detalhes)           | Bjørn Dæhlie NOR Noruega             | Maurilio De Zolt ITA Itália                         | Giorgio Vanzetta ITA Itália                   |
| Lillehammer 1994 (detalhes)           | Vladimir Smirnov KAZ Cazaquistão     | Mika Myllylä FIN Finlândia                          | Sture Sivertsen NOR Noruega                   |
| Nagano 1998 (detalhes)                | Bjørn Dæhlie NOR Noruega             | Niklas Jonsson SWE Suécia                           | Christian Hoffmann AUT Áustria                |
| Salt Lake City 2002 (detalhes)        | Mikhail Ivanov RUS Rússia            | Andrus Veerpalu EST Estônia                         | Odd-Bjørn Hjelmeset NOR Noruega               |
| Turim 2006 (detalhes)                 | Giorgio Di Centa ITA Itália          | Yevgeny Dementyev RUS Rússia                        | Mikhail Botvinov AUT Áustria                  |
| Vancouver 2010 (detalhes)             | Petter Northug NOR Noruega           | Axel Teichmann GER Alemanha                         | Johan Olsson SWE Suécia                       |
| Sóchi 2014 (detalhes)                 | Alexander Legkov RUS Rússia          | Maxim Vylegzhanin RUS Rússia                        | Ilia Chernousov RUS Rússia                    |
| PyeongChang 2018 (detalhes)           | Iivo Niskanen FIN Finlândia          | Aleksandr Bolshunov OAR Atletas Olímpicos da Rússia | Andrey Larkov OAR Atletas Olímpicos da Rússia |
| Pequim 2022 (detalhes)                | Alexander Bolshunov ROC              | Ivan Yakimushkin ROC                                | Simen Hegstad Krüger NOR Noruega              |

### Revezamento 4x10 km
| Evento                                | Ouro                                                                                          | Prata                                                                                             | Bronze                                                                                  |
| ------------------------------------- | --------------------------------------------------------------------------------------------- | ------------------------------------------------------------------------------------------------- | --------------------------------------------------------------------------------------- |
| Garmisch-Patenkirchen 1936 (detalhes) | Kalle Jalkanen Klaes Karppinen Matti Lähde Sulo Nurmela FIN Finlândia                         | Sverre Brodahl Oddbjørn Hagen Olaf Hoffsbakken Bjarne Iversen NOR Noruega                         | John Berger Arthur Häggblad Erik August Larsson Martin Matsbo SWE Suécia                |
| St. Moritz 1948 (detalhes)            | Gunnar Eriksson Martin Lundström Nils Östensson Nils Täpp SWE Suécia                          | August Kiuru Teuvo Laukkanen Sauli Rytky Lauri Silvennoinen FIN Finlândia                         | Erling Evensen Olav Hagen Reidar Nyborg Olav Økern NOR Noruega                          |
| Oslo 1952 (detalhes)                  | Heikki Hasu Paavo Lonkila Urpo Korhonen Tapio Mäkelä FIN Finlândia                            | Magnar Estenstad Mikal Kirkholt Martin Stokken Hallgeir Brenden NOR Noruega                       | Nils Täpp Sigurd Andersson Enar Josefsson Martin Lundström SWE Suécia                   |
| Cortina D'Ampezzo 1956 (detalhes)     | Fyodor Terentyev Pavel Kolchin Nikolay Anikin Vladimir Kuzin URS União Soviética              | August Kiuru Jorma Kortelainen Arvo Viitanen Veikko Hakulinen FIN Finlândia                       | Lennart Larsson Gunnar Samuelsson Per-Erik Larsson Sixten Jernberg SWE Suécia           |
| Squaw Valley 1960 (detalhes)          | Toimi Alatalo Eero Mäntyranta Väinö Huhtala Veikko Hakulinen FIN Finlândia                    | Harald Grønningen Hallgeir Brenden Einar Østby Håkon Brusveen NOR Noruega                         | Anatoly Shelyukhin Gennady Vaganov Aleksey Kuznetsov Nikolay Anikin URS União Soviética |
| Innsbruck 1964 (detalhes)             | Karl-Åke Asph Sixten Jernberg Janne Stefansson Assar Rönnlund SWE Suécia                      | Väinö Huhtala Arto Tiainen Kalevi Laurila Eero Mäntyranta FIN Finlândia                           | Ivan Utrobin Gennady Vaganov Igor Voronchikhin Pavel Kolchin URS União Soviética        |
| Grenoble 1968 (detalhes)              | Odd Martinsen Pål Tyldum Harald Grønningen Ole Ellefsæter NOR Noruega                         | Jan Halvarsson Bjarne Andersson Gunnar Larsson Assar Rönnlund SWE Suécia                          | Kalevi Oikarainen Hannu Taipale Kalevi Laurila Eero Mäntyranta FIN Finlândia            |
| Sapporo 1972 (detalhes)               | Vladimir Voronkov Yuri Skobov Fyodor Simashev Vyacheslav Vedenin URS União Soviética          | Oddvar Brå Pål Tyldum Ivar Formo Johs Harviken NOR Noruega                                        | Alfred Kälin Albert Giger Alois Kälin Eduard Hauser SUI Suíça                           |
| Innsbruck 1976 (detalhes)             | Matti Pitkänen Juha Mieto Pertti Teurajärvi Arto Koivisto FIN Finlândia                       | Pål Tyldum Einar Sagstuen Ivar Formo Odd Martinsen NOR Noruega                                    | Yevgeny Belyayev Nikolay Bazhukov Sergey Savelyev Ivan Garanin URS União Soviética      |
| Lake Placid 1980 (detalhes)           | Vasily Rochev Nikolay Bazhukov Yevgeny Belyayev Nikolay Zimyatov URS União Soviética          | Lars Erik Eriksen Per Knut Aaland Ove Aunli Oddvar Brå NOR Noruega                                | Harri Kirvesniemi Pertti Teurajärvi Matti Pitkänen Juha Mieto FIN Finlândia             |
| Sarajevo 1984 (detalhes)              | Thomas Wassberg Benny Kohlberg Jan Ottosson Gunde Svan SWE Suécia                             | Alexander Batyuk Alexander Zavyalov Vladimir Nikitin Nikolay Zimyatov URS União Soviética         | Kari Ristanen Juha Mieto Harri Kirvesniemi Aki Karvonen FIN Finlândia                   |
| Calgary 1988 (detalhes)               | Jan Ottosson Thomas Wassberg Gunde Svan Torgny Mogren SWE Suécia                              | Vladimir Smirnov Vladimir Sakhnov Mikhail Devyatyarov Alexey Prokurorov URS União Soviética       | Radim Nyč Václav Korunka Pavel Benc Ladislav Švanda TCH Checoslováquia                  |
| Albertville 1992 (detalhes)           | Terje Langli Vegard Ulvang Kristen Skjeldal Bjørn Dæhlie NOR Noruega                          | Giuseppe Pulie Marco Albarello Giorgio Vanzetta Silvio Fauner ITA Itália                          | Mika Kuusisto Harri Kirvesniemi Jari Räsänen Jari Isometsä FIN Finlândia                |
| Lillehammer 1994 (detalhes)           | Maurilio De Zolt Marco Albarello Giorgio Vanzetta Silvio Fauner ITA Itália                    | Sture Sivertsen Vegard Ulvang Thomas Alsgaard Bjørn Dæhlie NOR Noruega                            | Mika Myllylä Harri Kirvesniemi Jari Räsänen Jari Isometsä FIN Finlândia                 |
| Nagano 1998 (detalhes)                | Sture Sivertsen Erling Jevne Bjørn Dæhlie Thomas Alsgaard NOR Noruega                         | Marco Albarello Fulvio Valbusa Fabio Maj Silvio Fauner ITA Itália                                 | Harri Kirvesniemi Mika Myllylä Sami Repo Jari Isometsä FIN Finlândia                    |
| Salt Lake City 2002 (detalhes)        | Anders Aukland Frode Estil Kristen Skjeldal Thomas Alsgaard NOR Noruega                       | Fabio Maj Giorgio di Centa Pietro Piller Cottrer Cristian Zorzi ITA Itália                        | Jens Filbrich Andreas Schlütter Tobias Angerer René Sommerfeldt GER Alemanha            |
| Turim 2006 (detalhes)                 | Fulvio Valbusa Giorgio di Centa Pietro Piller Cottrer Cristian Zorzi ITA Itália               | Andreas Schlütter Jens Filbrich René Sommerfeldt Tobias Angerer GER Alemanha                      | Mats Larsson Johan Olsson Anders Södergren Mathias Fredriksson SWE Suécia               |
| Vancouver 2010 (detalhes)             | Daniel Richardsson Johan Olsson Anders Södergren Marcus Hellner SWE Suécia                    | Martin Johnsrud Sundby Odd-Bjørn Hjelmeset Lars Berger Petter Northug NOR Noruega                 | Martin Jakš Lukáš Bauer Jiří Magál Martin Koukal CZE República Checa                    |
| Sóchi 2014 (detalhes)                 | Lars Nelson Daniel Richardsson Johan Olsson Marcus Hellner SWE Suécia                         | Dmitry Yaparov Alexander Bessmertnykh Alexander Legkov Maxim Vylegzhanin RUS Rússia               | Jean-Marc Gaillard Maurice Manificat Robin Duvillard Ivan Perrillat Boiteux FRA França  |
| PyeongChang 2018 (detalhes)           | Didrik Tønseth Martin Johnsrud Sundby Simen Hegstad Krüger Johannes Høsflot Klæbo NOR Noruega | Andrey Larkov Alexander Bolshunov Alexey Chervotkin Denis Spitsov OAR Atletas Olímpicos da Rússia | Jean-Marc Gaillard Maurice Manificat Clément Parisse Adrien Backscheider FRA França     |
| Pequim 2022 (detalhes)                | Aleksey Chervotkin Alexander Bolshunov Denis Spitsov Sergey Ustiugov ROC                      | Emil Iversen Pål Golberg Hans Christer Holund Johannes Høsflot Klæbo NOR Noruega                  | Richard Jouve Hugo Lapalus Clément Parisse Maurice Manificat FRA França                 |

### Velocidade individual
| Evento                         | Ouro                               | Prata                              | Bronze                                              |
| ------------------------------ | ---------------------------------- | ---------------------------------- | --------------------------------------------------- |
| Salt Lake City 2002 (detalhes) | Tor Arne Hetland NOR Noruega       | Peter Schlickenrieder GER Alemanha | Cristian Zorzi ITA Itália                           |
| Turim 2006 (detalhes)          | Björn Lind SWE Suécia              | Roddy Darragon FRA França          | Thobias Fredriksson SWE Suécia                      |
| Vancouver 2010 (detalhes)      | Nikita Kriukov RUS Rússia          | Alexander Panzhinskiy RUS Rússia   | Petter Northug NOR Noruega                          |
| Sóchi 2014 (detalhes)          | Ola Vigen Hattestad NOR Noruega    | Teodor Peterson SWE Suécia         | Emil Jönsson SWE Suécia                             |
| PyeongChang 2018 (detalhes)    | Johannes Høsflot Klæbo NOR Noruega | Federico Pellegrino ITA Itália     | Alexander Bolshunov OAR Atletas Olímpicos da Rússia |
| Pequim 2022 (detalhes)         | Johannes Høsflot Klæbo NOR Noruega | Federico Pellegrino ITA Itália     | Alexander Terentyev ROC                             |

### Velocidade por equipes
| Evento                      | Ouro                                                      | Prata                                                             | Bronze                                      |
| --------------------------- | --------------------------------------------------------- | ----------------------------------------------------------------- | ------------------------------------------- |
| Turim 2006 (detalhes)       | Thobias Fredriksson Björn Lind SWE Suécia                 | Jens Arne Svartedal Tor Arne Hetland NOR Noruega                  | Ivan Alypov Vasili Rotchev RUS Rússia       |
| Vancouver 2010 (detalhes)   | Øystein Pettersen Petter Northug NOR Noruega              | Tim Tscharnke Axel Teichmann GER Alemanha                         | Nikolay Morilov Alexey Petukhov RUS Rússia  |
| Sóchi 2014 (detalhes)       | Iivo Niskanen Sami Jauhojärvi FIN Finlândia               | Maxim Vylegzhanin Nikita Kryukov RUS Rússia                       | Emil Jönsson Teodor Peterson SWE Suécia     |
| PyeongChang 2018 (detalhes) | Martin Johnsrud Sundby Johannes Høsflot Klæbo NOR Noruega | Denis Spitsov Aleksandr Bolshunov OAR Atletas Olímpicos da Rússia | Maurice Manificat Richard Jouve FRA França  |
| Pequim 2022 (detalhes)      | Erik Valnes Johannes Høsflot Klæbo NOR Noruega            | Iivo Niskanen Joni Mäki FIN Finlândia                             | Alexander Bolshunov Alexander Terentyev ROC |

### Perseguição combinada
A perseguição combinada foi disputada entre 1992 e 2010.
| Evento                         | Ouro                                                | Prata                            | Bronze                           |
| ------------------------------ | --------------------------------------------------- | -------------------------------- | -------------------------------- |
| Albertville 1992 (detalhes)    | Bjørn Dæhlie NOR Noruega                            | Vegard Ulvang NOR Noruega        | Giorgio Vanzetta ITA Itália      |
| Lillehammer 1994 (detalhes)    | Bjørn Dæhlie NOR Noruega                            | Vladimir Smirnov KAZ Cazaquistão | Silvio Fauner ITA Itália         |
| Nagano 1998 (detalhes)         | Thomas Alsgaard NOR Noruega                         | Bjørn Dæhlie NOR Noruega         | Vladimir Smirnov KAZ Cazaquistão |
| Salt Lake City 2002 (detalhes) | Thomas Alsgaard NOR Noruega Frode Estil NOR Noruega | nenhum                           | Per Elofsson SWE Suécia          |
| Turim 2006 (detalhes)          | Yevgeny Dementyev RUS Rússia                        | Frode Estil NOR Noruega          | Pietro Piller Cottrer ITA Itália |
| Vancouver 2010 (detalhes)      | Marcus Hellner SWE Suécia                           | Tobias Angerer GER Alemanha      | Johan Olsson SWE Suécia          |

### 10 km
Os 10 km substituíram os 15 km entre 1992 e 1998.
| Evento                      | Ouro                      | Prata                            | Bronze                      |
| --------------------------- | ------------------------- | -------------------------------- | --------------------------- |
| Albertville 1992 (detalhes) | Vegard Ulvang NOR Noruega | Marco Albarello ITA Itália       | Christer Majbäck SWE Suécia |
| Lillehammer 1994 (detalhes) | Bjørn Dæhlie NOR Noruega  | Vladimir Smirnov KAZ Cazaquistão | Marco Albarello ITA Itália  |
| Nagano 1998 (detalhes)      | Bjørn Dæhlie NOR Noruega  | Markus Gandler AUT Áustria       | Mika Myllylä FIN Finlândia  |

## Feminino

### 10 km
Os 10 km já foram disputados em três diferentes formatos:
- 10 km —— 1952–1984
- 10 km livre —— 2010, 2018
- 10 km clássico —— 1988, 2002–2006, 2014, 2022

| Evento                            | Ouro                                    | Prata                                  | Bronze                                                    |
| --------------------------------- | --------------------------------------- | -------------------------------------- | --------------------------------------------------------- |
| Oslo 1952 (detalhes)              | Lydia Wideman FIN Finlândia             | Mirja Hietamies FIN Finlândia          | Siiri Rantanen FIN Finlândia                              |
| Cortina D'Ampezzo 1956 (detalhes) | Lyubov Kozyreva URS União Soviética     | Radia Yeroshina URS União Soviética    | Sonja Edström SWE Suécia                                  |
| Squaw Valley 1960 (detalhes)      | Maria Gusakova URS União Soviética      | Lyubov Kozyreva URS União Soviética    | Radia Yeroshina URS União Soviética                       |
| Innsbruck 1964 (detalhes)         | Klavdiya Boyarskikh URS União Soviética | Yevdokiya Mekshilo URS União Soviética | Maria Gusakova URS União Soviética                        |
| Grenoble 1968 (detalhes)          | Toini Gustafsson SWE Suécia             | Berit Mørdre Lammedal NOR Noruega      | Inger Aufles NOR Noruega                                  |
| Sapporo 1972 (detalhes)           | Galina Kulakova URS União Soviética     | Alevtina Olyunina URS União Soviética  | Marjatta Kajosmaa FIN Finlândia                           |
| Innsbruck 1976 (detalhes)         | Raisa Smetanina URS União Soviética     | Helena Takalo FIN Finlândia            | Galina Kulakova URS União Soviética                       |
| Lake Placid 1980 (detalhes)       | Barbara Petzold GDR Alemanha Oriental   | Hilkka Riihivuori FIN Finlândia        | Helena Takalo FIN Finlândia                               |
| Sarajevo 1984 (detalhes)          | Marja-Liisa Hämäläinen FIN Finlândia    | Raisa Smetanina URS União Soviética    | Britt Pettersen NOR Noruega                               |
| Calgary 1988 (detalhes)           | Vida Vencienė URS União Soviética       | Raisa Smetanina URS União Soviética    | Marjo Matikainen FIN Finlândia                            |
| Salt Lake City 2002 (detalhes)    | Bente Skari NOR Noruega                 | Yuliya Chepalova RUS Rússia            | Stefania Belmondo ITA Itália                              |
| Turim 2006 (detalhes)             | Kristina Šmigun EST Estônia             | Marit Bjørgen NOR Noruega              | Hilde Pedersen NOR Noruega                                |
| Vancouver 2010 (detalhes)         | Charlotte Kalla SWE Suécia              | Kristina Šmigun-Vähi EST Estônia       | Marit Bjørgen NOR Noruega                                 |
| Sóchi 2014 (detalhes)             | Justyna Kowalczyk POL Polônia           | Charlotte Kalla SWE Suécia             | Therese Johaug NOR Noruega                                |
| PyeongChang 2018 (detalhes)       | Ragnhild Haga NOR Noruega               | Charlotte Kalla SWE Suécia             | Marit Bjørgen NOR Noruega Krista Pärmäkoski FIN Finlândia |
| Pequim 2022 (detalhes)            | Therese Johaug NOR Noruega              | Kerttu Niskanen FIN Finlândia          | Krista Pärmäkoski FIN Finlândia                           |

### 15 km
Os 15 km substituíram os 10 km entre 1992 e 2002 e voltou a ser disputado em 2014.
- 15 km clássico —— 1992–1998
- 15 km largada coletiva —— 2002
- 15 km skiathlon —— 2014–2022

| Evento                         | Ouro                                 | Prata                                   | Bronze                            |
| ------------------------------ | ------------------------------------ | --------------------------------------- | --------------------------------- |
| Albertville 1992 (detalhes)    | Lyubov Yegorova EUN Equipa Unificada | Marjut Lukkarinen FIN Finlândia         | Yelena Välbe EUN Equipa Unificada |
| Lillehammer 1994 (detalhes)    | Manuela Di Centa ITA Itália          | Lyubov Yegorova RUS Rússia              | Nina Gavrilyuk RUS Rússia         |
| Nagano 1998 (detalhes)         | Olga Danilova RUS Rússia             | Larisa Lazutina RUS Rússia              | Anita Moen-Guidon NOR Noruega     |
| Salt Lake City 2002 (detalhes) | Stefania Belmondo ITA Itália         | Kateřina Neumannová CZE República Checa | Yuliya Chepalova RUS Rússia       |
| Sóchi 2014 (detalhes)          | Marit Bjørgen NOR Noruega            | Charlotte Kalla SWE Suécia              | Heidi Weng NOR Noruega            |
| PyeongChang 2018 (detalhes)    | Charlotte Kalla SWE Suécia           | Marit Bjørgen NOR Noruega               | Krista Pärmäkoski FIN Finlândia   |
| Pequim 2022 (detalhes)         | Therese Johaug NOR Noruega           | Natalya Nepryayeva ROC                  | Teresa Stadlober AUT Áustria      |

### 30 km
Os 30 km já foram disputados em duas diferentes distâncias e quatro formatos:
- 20 km —— 1984
- 20 km livre —— 1988
- 30 km livre —— 1992–1998, 2006, 2014, 2022
- 30 km clássico —— 2002, 2010, 2018

| Evento                         | Ouro                                    | Prata                                | Bronze                                |
| ------------------------------ | --------------------------------------- | ------------------------------------ | ------------------------------------- |
| Sarajevo 1984 (detalhes)       | Marja-Liisa Hämäläinen FIN Finlândia    | Raisa Smetanina URS União Soviética  | Anne Jahren NOR Noruega               |
| Calgary 1988 (detalhes)        | Tamara Tikhonova URS União Soviética    | Anfisa Reztsova URS União Soviética  | Raisa Smetanina URS União Soviética   |
| Albertville 1992 (detalhes)    | Stefania Belmondo ITA Itália            | Lyubov Yegorova EUN Equipa Unificada | Yelena Välbe EUN Equipa Unificada     |
| Lillehammer 1994 (detalhes)    | Manuela Di Centa ITA Itália             | Marit Wold NOR Noruega               | Marja-Liisa Kirvesniemi FIN Finlândia |
| Nagano 1998 (detalhes)         | Yuliya Chepalova RUS Rússia             | Stefania Belmondo ITA Itália         | Larisa Lazutina RUS Rússia            |
| Salt Lake City 2002 (detalhes) | Gabriella Paruzzi ITA Itália            | Stefania Belmondo ITA Itália         | Bente Skari NOR Noruega               |
| Turim 2006 (detalhes)          | Kateřina Neumannová CZE República Checa | Yuliya Chepalova RUS Rússia          | Justyna Kowalczyk POL Polônia         |
| Vancouver 2010 (detalhes)      | Justyna Kowalczyk POL Polônia           | Marit Bjørgen NOR Noruega            | Aino-Kaisa Saarinen FIN Finlândia     |
| Sóchi 2014 (detalhes)          | Marit Bjørgen NOR Noruega               | Therese Johaug NOR Noruega           | Kristin Størmer Steira NOR Noruega    |
| PyeongChang 2018 (detalhes)    | Marit Bjørgen NOR Noruega               | Krista Pärmäkoski FIN Finlândia      | Stina Nilsson SWE Suécia              |
| Pequim 2022 (detalhes)         | Therese Johaug NOR Noruega              | Jessie Diggins USA Estados Unidos    | Kerttu Niskanen FIN Finlândia         |

### Revezamento 4x5 km
O revezamento feminino já foi disputado em duas distâncias:
- 3x5 km —— 1956–1972
- 4x5 km —— 1976–2022

| Evento                            | Ouro                                                                                               | Prata                                                                              | Bronze                                                                                                |
| --------------------------------- | -------------------------------------------------------------------------------------------------- | ---------------------------------------------------------------------------------- | --- |
| Cortina D'Ampezzo 1956 (detalhes) | Sirkka Polkunen Mirja Hietamies Siiri Rantanen FIN Finlândia                                       | Lyubov Kozyreva Alevtina Kolchina Radya Yeroshina URS União Soviética              | Irma Johansson Anna-Lisa Eriksson Sonja Edström SWE Suécia                                            |
| Squaw Valley 1960 (detalhes)      | Irma Johansson Britt Strandberg Sonja Edström SWE Suécia                                           | Radia Yeroshina Maria Gusakova Lyubov Kozyreva URS União Soviética                 | Siiri Rantanen Eeva Ruoppa Toini Pöysti FIN Finlândia                                                 |
| Innsbruck 1964 (detalhes)         | Alevtina Kolchina Yevdokiya Mekshilo Klavdiya Boyarskikh URS União Soviética                       | Barbro Martinsson Britt Strandberg Toini Gustafsson SWE Suécia                     | Senja Pusula Toini Pöysti Mirja Lehtonen FIN Finlândia                                                |
| Grenoble 1968 (detalhes)          | Inger Aufles Babben Enger Damon Berit Mørdre Lammedal NOR Noruega                                  | Britt Strandberg Toini Gustafsson Barbro Martinsson SWE Suécia                     | Alevtina Kolchina Rita Achkina Galina Kulakova URS União Soviética                                    |
| Sapporo 1972 (detalhes)           | Lyubov Mukhachyova Alevtina Olyunina Galina Kulakova URS União Soviética                           | Helena Takalo Hilkka Riihivuori Marjatta Kajosmaa FIN Finlândia                    | Inger Aufles Aslaug Dahl Berit Mørdre NOR Noruega                                                     |
| Innsbruck 1976 (detalhes)         | Nina Fyodorova Zinaida Amosova Raisa Smetanina Galina Kulakova URS União Soviética                 | Liisa Suihkonen Marjatta Kajosmaa Hilkka Riihivuori Helena Takalo FIN Finlândia    | Monika Debertshäuser Sigrun Krause Barbara Petzold Veronika Schmidt GDR Alemanha Oriental             |
| Lake Placid 1980 (detalhes)       | Marlies Rostock Carola Anding Veronika Hesse Barbara Petzold GDR Alemanha Oriental                 | Nina Fyodorova Nina Rocheva Galina Kulakova Raisa Smetanina URS União Soviética    | Britt Pettersen Anette Bøe Marit Myrmæl Berit Aunli NOR Noruega                                       |
| Sarajevo 1984 (detalhes)          | Inger Helene Nybråten Anne Jahren Britt Pettersen Berit Aunli NOR Noruega                          | Dagmar Švubová Blanka Paulů Gabriela Svobodová Květa Jeriová TCH Checoslováquia    | Pirkko Määttä Eija Hyytiäinen Marjo Matikainen Marja-Liisa Hämäläinen FIN Finlândia                   |
| Calgary 1988 (detalhes)           | Anfisa Reztsova Svetlana Nageykina Nina Gavrilyuk Tamara Tikhonova URS União Soviética             | Trude Dybendahl Marit Wold Anne Jahren Marianne Dahlmo NOR Noruega                 | Pirkko Määttä Marja-Liisa Kirvesniemi Marjo Matikainen Jaana Savolainen FIN Finlândia                 |
| Albertville 1992 (detalhes)       | Yelena Välbe Raisa Smetanina Larisa Lazutina Lyubov Yegorova EUN Equipa Unificada                  | Solveig Pedersen Inger Helene Nybråten Trude Dybendahl Elin Nilsen NOR Noruega     | Bice Vanzetta Manuela Di Centa Gabriella Paruzzi Stefania Belmondo ITA Itália                         |
| Lillehammer 1994 (detalhes)       | Yelena Välbe Larisa Lazutina Nina Gavrilyuk Lyubov Yegorova RUS Rússia                             | Trude Dybendahl Inger Helene Nybråten Elin Nilsen Anita Moen NOR Noruega           | Bice Vanzetta Manuela Di Centa Gabriella Paruzzi Stefania Belmondo ITA Itália                         |
| Nagano 1998 (detalhes)            | Nina Gavrilyuk Olga Danilova Yelena Välbe Larisa Lazutina RUS Rússia                               | Bente Martinsen Marit Mikkelsplass Elin Nilsen Anita Moen-Guidon NOR Noruega       | Karin Moroder Gabriella Paruzzi Manuela Di Centa Stefania Belmondo ITA Itália                         |
| Salt Lake City 2002 (detalhes)    | Manuela Henkel Viola Bauer Claudia Künzel Evi Sachenbacher-Stehle GER Alemanha                     | Marit Bjørgen Bente Skari Hilde Gjermundshaug Pedersen Anita Moen NOR Noruega      | Andrea Huber Laurence Rochat Brigitte Albrecht Loretan Natascia Leonardi Cortesi SUI Suíça            |
| Turim 2006 (detalhes)             | Natalia Baranova-Masolkina Larisa Kurkina Yuliya Chepalova Yevgeniya Medvedeva-Arbuzova RUS Rússia | Stefanie Böhler Viola Bauer Evi Sachenbacher-Stehle Claudia Künzel GER Alemanha    | Arianna Follis Gabriella Paruzzi Antonella Confortola Sabina Valbusa ITA Itália                       |
| Vancouver 2010 (detalhes)         | Vibeke Skofterud Therese Johaug Kristin Størmer Steira Marit Bjørgen NOR Noruega                   | Katrin Zeller Evi Sachenbacher-Stehle Miriam Gössner Claudia Nystad GER Alemanha   | Pirjo Muranen Virpi Kuitunen Riitta-Liisa Roponen Aino-Kaisa Saarinen FIN Finlândia                   |
| Sóchi 2014 (detalhes)             | Ida Ingemarsdotter Emma Wikén Anna Haag Charlotte Kalla SWE Suécia                                 | Anne Kyllönen Aino-Kaisa Saarinen Kerttu Niskanen Krista Lähteenmäki FIN Finlândia | Nicole Fessel Stefanie Böhler Claudia Nystad Denise Herrmann GER Alemanha                             |
| PyeongChang 2018 (detalhes)       | Ingvild Flugstad Østberg Astrid Uhrenholdt Jacobsen Ragnhild Haga Marit Bjørgen NOR Noruega        | Anna Haag Charlotte Kalla Ebba Andersson Stina Nilsson SWE Suécia                  | Natalia Nepryaeva Yulia Belorukova Anastasia Sedova Anna Nechaevskaya OAR Atletas Olímpicos da Rússia |
| Pequim 2022 (detalhes)            | Yuliya Stupak Natalya Nepryayeva Tatiana Sorina Veronika Stepanova ROC                             | Katherine Sauerbrey Katharina Hennig Victoria Carl Sofie Krehl GER Alemanha        | Maja Dahlqvist Ebba Andersson Frida Karlsson Jonna Sundling SWE Suécia                                |

### Velocidade individual
| Evento                         | Ouro                               | Prata                                | Bronze                                           |
| ------------------------------ | ---------------------------------- | ------------------------------------ | ------------------------------------------------ |
| Salt Lake City 2002 (detalhes) | Yuliya Chepalova RUS Rússia        | Evi Sachenbacher-Stehle GER Alemanha | Anita Moen NOR Noruega                           |
| Turim 2006 (detalhes)          | Chandra Crawford CAN Canadá        | Claudia Künzel GER Alemanha          | Alyona Sidko RUS Rússia                          |
| Vancouver 2010 (detalhes)      | Marit Bjørgen NOR Noruega          | Justyna Kowalczyk POL Polônia        | Petra Majdic SLO Eslovênia                       |
| Sóchi 2014 (detalhes)          | Maiken Caspersen Falla NOR Noruega | Ingvild Flugstad Østberg NOR Noruega | Vesna Fabjan SLO Eslovênia                       |
| PyeongChang 2018 (detalhes)    | Stina Nilsson SWE Suécia           | Maiken Caspersen Falla NOR Noruega   | Yulia Belorukova OAR Atletas Olímpicos da Rússia |
| Pequim 2022 (detalhes)         | Jonna Sundling SWE Suécia          | Maja Dahlqvist SWE Suécia            | Jessie Diggins USA Estados Unidos                |

### Velocidade por equipes
| Evento                      | Ouro                                                | Prata                                             | Bronze                                           |
| --------------------------- | --------------------------------------------------- | ------------------------------------------------- | ------------------------------------------------ |
| Turim 2006 (detalhes)       | Lina Andersson Anna Dahlberg SWE Suécia             | Sara Renner Beckie Scott CAN Canadá               | Aino-Kaisa Saarinen Virpi Kuitunen FIN Finlândia |
| Vancouver 2010 (detalhes)   | Evi Sachenbacher-Stehle Claudia Nystad GER Alemanha | Charlotte Kalla Anna Haag SWE Suécia              | Irina Khazova Natalya Korostelyova RUS Rússia    |
| Sóchi 2014 (detalhes)       | Ingvild Flugstad Østberg Marit Bjørgen NOR Noruega  | Aino-Kaisa Saarinen Kerttu Niskanen FIN Finlândia | Ida Ingemarsdotter Stina Nilsson SWE Suécia      |
| PyeongChang 2018 (detalhes) | Kikkan Randall Jessica Diggins USA Estados Unidos   | Charlotte Kalla Stina Nilsson SWE Suécia          | Marit Bjørgen Maiken Caspersen Falla NOR Noruega |
| Pequim 2022 (detalhes)      | Katharina Hennig Victoria Carl GER Alemanha         | Maja Dahlqvist Jonna Sundling SWE Suécia          | Yuliya Stupak Natalya Nepryayeva ROC             |

### Perseguição combinada
A perseguição combinada foi disputada entre 1992 e 2010:
| Evento                         | Ouro                                 | Prata                                   | Bronze                                  |
| ------------------------------ | ------------------------------------ | --------------------------------------- | --------------------------------------- |
| Albertville 1992 (detalhes)    | Lyubov Yegorova EUN Equipa Unificada | Stefania Belmondo ITA Itália            | Yelena Välbe EUN Equipa Unificada       |
| Lillehammer 1994 (detalhes)    | Lyubov Yegorova RUS Rússia           | Manuela Di Centa ITA Itália             | Stefania Belmondo ITA Itália            |
| Nagano 1998 (detalhes)         | Larisa Lazutina RUS Rússia           | Olga Danilova RUS Rússia                | Kateřina Neumannová CZE República Checa |
| Salt Lake City 2002 (detalhes) | Beckie Scott CAN Canadá              | Kateřina Neumannová CZE República Checa | Viola Bauer GER Alemanha                |
| Turim 2006 (detalhes)          | Kristina Šmigun EST Estônia          | Kateřina Neumannová CZE República Checa | Yevgeniya Medvedeva-Arbuzova RUS Rússia |
| Vancouver 2010 (detalhes)      | Marit Bjørgen NOR Noruega            | Anna Haag SWE Suécia                    | Justyna Kowalczyk POL Polônia           |

### 5 km
Os 5 km foram disputados entre 1964 e 1998 em dois diferentes formatos:
- 5 km —— 1964–1984
- 5 km clássico —— 1988–1998

| Evento                      | Ouro                                    | Prata                                   | Bronze                                |
| --------------------------- | --------------------------------------- | --------------------------------------- | ------------------------------------- |
| Innsbruck 1964 (detalhes)   | Klavdiya Boyarskikh URS União Soviética | Mirja Lehtonen FIN Finlândia            | Alevtina Kolchina URS União Soviética |
| Grenoble 1968 (detalhes)    | Toini Gustafsson SWE Suécia             | Galina Kulakova URS União Soviética     | Alevtina Kolchina URS União Soviética |
| Sapporo 1972 (detalhes)     | Galina Kulakova URS União Soviética     | Marjatta Kajosmaa FIN Finlândia         | Helena Šikolová TCH Checoslováquia    |
| Innsbruck 1976 (detalhes)   | Helena Takalo FIN Finlândia             | Raisa Smetanina URS União Soviética     | Nina Fyodorova URS União Soviética    |
| Lake Placid 1980 (detalhes) | Raisa Smetanina URS União Soviética     | Hilkka Riihivuori FIN Finlândia         | Květa Jeriová TCH Checoslováquia      |
| Sarajevo 1984 (detalhes)    | Marja-Liisa Hämäläinen FIN Finlândia    | Berit Aunli NOR Noruega                 | Květa Jeriová TCH Checoslováquia      |
| Calgary 1988 (detalhes)     | Marjo Matikainen FIN Finlândia          | Tamara Tikhonova URS União Soviética    | Vida Vencienė URS União Soviética     |
| Albertville 1992 (detalhes) | Marjut Lukkarinen FIN Finlândia         | Lyubov Yegorova EUN Equipa Unificada    | Yelena Välbe EUN Equipa Unificada     |
| Lillehammer 1994 (detalhes) | Lyubov Yegorova RUS Rússia              | Manuela Di Centa ITA Itália             | Marja-Liisa Kirvesniemi FIN Finlândia |
| Nagano 1998 (detalhes)      | Larisa Lazutina RUS Rússia              | Kateřina Neumannová CZE República Checa | Bente Martinsen NOR Noruega           |